# Grzegorz Cinkowski
Grzegorz Cinkowski (ur. 21 września 1969 w Bogatyni) – polski aktor teatralny. W 1993 roku ukończył studia na wydziale lalkarskim PWST we Wrocławiu. W latach 1993 – 1997 związany z Śląskim Teatrem Lalki i Aktora "Ateneum" w Katowicach, następnie w latach 1997 – 2007 z Teatrem im. C. K. Norwida w Jeleniej Górze, a od 2007 roku z Teatrem Nowym w Zabrzu.

## Filmografia
- 2006: Pierwsza miłość – Feliks Grajewski, producent muzyczny, który chciał wydać na singlu utwór napisany przez Mariusza Krzyżanowskiego "Bezpieczeństwo".
- 2007: Biuro kryminalne – Jerzy Mirek (odc. 56 Darius)
- 2007: Fala zbrodni – fałszerz dokumentów w retrospekcji (odc. 100 Najgroźniejszy bandyta na świecie; nie występuje w napisach)

## Role teatralne (wybrane)
W Śląskim Teatrze Lalki i Aktora "Ateneum" w Katowicach:
- 1993: Tymoteusz i Psiuncio – Miś Tymoteusz Rymcimci
- 1995: Zgadywanki Ondry Świniarka – monodram
- 1996: Śpiąca królewna – Książę

W Teatrze im. C.K. Norwida w Jeleniej Górze:
- 1997: Komedia pasterska – Kupido
- 1998: Na pełnym morzu – Mały Rozbitek
- 1999: Far niente – Zenon
- 1999: Bracia Karamazow – Aleksiej
- 2000: Pinokio – Pinokio
- 2003: Testosteron – Janis
- 2005: Czerwone nosy – Brodin
- 2005: Wódka z rumem – monodram
- 2006: Romeo i Julia – Benvolio
- 2006: Trans-Atlantyk – Cieciszowski i Horacjo

W Teatrze Nowym w Zabrzu:
- 2008: Don Kichote – Mistrz Piotr
- 2009: Brzydal – Scheffler
- 2009: Transfer – Helmut
- 2009: Pół żartem, pół sercem – Duncan
- 2010: Idziemy po skarb – Tygrysek
- 2010: Dawno temu, dziś – Akordeonista
- 2011: Balladyna – Fon Kostryn/Gralon

## Nagrody
- 1996: Nagroda wojewody katowickiego.